# عبری، سودان
ابری، سودان (به عربی: عبری) در سودان است که در شمالیه واقع شده‌است.

## خصوصیات
ابری ۴۰٬۰۰۰ نفر جمعیت دارد.